# دیوید جونز (توسعه‌دهنده بازی ویدئویی)
دیوید جونز (به انگلیسی: David Jones) یک برنامه‌نویس بازی و کارآفرینی اسکاتلندی که شرکت دی‌ام‌ای دیزاین را در سال ۱۹۸۸ (که امروزه با نام راک‌استار نرث شناخته می‌شود) ایجاد کرد. لمینگز و اتومبیل‌دزدی بزرگ، که با آن به موفقیت‌های بسیاری دست یافت، از مشهورترین کارهای وی هستند.

## کارها
- تهدید (۱۹۹۸)
- خون‌بها (۱۹۹۹)
- لمینگز (۱۹۹۱)
- آه نه! لمینگ بیشتر (۱۹۹۱)
- لندر (۱۹۹۲)
- سایه وحش (۱۹۹۳)
- لمینگز ۲: قبیله (۱۹۹۳)
- لمینگز کریسمس (۱۹۹۳)
- استخدام اسلحه (۱۹۹۳)
- تمام دنیای جدید از لمینگز (۱۹۹۴)
- اتومبیل‌دزدی بزرگ (۱۹۹۷)
- برداشت بدن (۱۹۹۸)
- تانکتیسز (۱۹۹۹)
- اتومبیل‌دزدی بزرگ ۲ (۱۹۹۹)
- نیروهای موبایل (۲۰۰۲)
- سخت‌گیری (۲۰۰۷)
- ای‌پی‌بی: امتیاز بولتن (۲۰۱۰)
- سخت‌گیری (۲۰۱۶)